# Giải quần vợt Pháp Mở rộng 2019 - Đơn xe lăn quad
Đây là lần đầu tiên nội dung Đơn xe lăn quad được tổ chức tại Giải quần vợt Pháp Mở rộng.
Dylan Alcott là nhà vô địch, đánh bại David Wagner trong trận chung kết, 6–2, 4–6, 6–2.

## Hạt giống
1. Dylan Alcott (Vô địch)
2. David Wagner (Chung kết)

## Kết quả

### Từ viết tắt
| - Q = Vòng loại - WC = Đặc cách - LL = Thua cuộc may mắn - Alt = Thay thế - SE = Miễn đặc biệt | - PR = Bảo toàn thứ hạng - w/o = Thắng nhờ đối thủ rút lui trước trận đấu - r = Bỏ cuộc giữa trận đấu - d = Bị xử thua - SR = Xếp hạng đặc biệt |

### Chung kết
|  | Bán kết | Bán kết       | Bán kết | Bán kết      | Bán kết |   |              | Chung kết     | Chung kết     | Chung kết     | Chung kết     | Chung kết     |  |
|  |         |               |         |              |         |   |              |               |               |               |               |               |  |
|  | 1       | Dylan Alcott  | 6       | 6            |         |   |              |               |               |               |               |               |  |
|  | 1       | Dylan Alcott  | 6       | 6            |         |   |              |               |               |               |               |               |  |
|  | WC      | Ymanitu Silva | 1       | 2            |         |   |              |               |               |               |               |               |  |
|  | WC      | Ymanitu Silva | 1       | 2            |         | 1 | Dylan Alcott | 6             | 4             | 6             |               |               |  |
|  |         |               |         |              |         | 1 | Dylan Alcott | 6             | 4             | 6             |               |               |  |
|  |         |               | 2       | David Wagner | 2       | 6 | 2            |               |               |               |               |               |  |
|  |         | Koji Sugeno   | 2       | David Wagner | 2       | 6 | 2            | 4             | 0             |               |               |               |  |
|  |         | Koji Sugeno   |         |              |         |   |              | 4             | 0             |               |               |               |  |
|  | 2       | David Wagner  | 6       | 6            |         |   |              | Tranh hạng ba | Tranh hạng ba | Tranh hạng ba | Tranh hạng ba | Tranh hạng ba |  |
|  | 2       | David Wagner  | 6       | 6            |         |   |              |               |               |               |               |               |  |
|  |         |               |         |              |         |   |              |               |               |               |               |               |  |
|  |         |               |         |              |         |   |              | WC            | Ymanitu Silva | 6             | 4             | 2             |  |
|  |         |               |         |              |         |   |              | WC            | Ymanitu Silva | 6             | 4             | 2             |  |
|  |         |               |         |              |         |   |              |               | Koji Sugeno   | 3             | 6             | 6             |  |